# جنک اوزقاجار
جنک اوزقاجار (ترکی استانبولی: Cenk Özkacar؛ زادهٔ ۶ اکتبر ۲۰۰۰) بازیکن فوتبال اهل ترکیه است که در پست مدافع برای باشگاه والنسیا در لا لیگا بازی می‌کند.
وی همچنین در تیم‌های ملی فوتبال زیر ۲۱ سال ترکیه و ترکیه بازی کرده‌است.